# WSG Tirol
Il WSG Tirol (nome completo: Wattener Sportgemeinschaft Tirol, "società ginnastica wattensina Tirol"), precedentemente noto come WSG Swarovski Tirol, WSG Wattens o Wattens, è una società calcistica austriaca di Wattens, in Tirolo.
Milita in Fußball-Bundesliga, la massima serie del campionato austriaco di calcio.

## Storia
Nel 1930 fu fondato lo Sportverein Fussballclub Wattens, che si iscrisse alla Tiroler Fussballverband e rimase nei campionati regionali per molti anni. Dopo aver vinto il titolo regionale, nel 1953 la squadra, ribattezzata Sportverein Wattens, fu promossa in Arlbergliga, all'epoca il secondo livello nazionale, e nel 1968, vincendo il campionato di Regionalliga West, ottenne la prima promozione della sua storia in Nationalliga, dove rimase fino al 1971.
Quell'anno si fuse, con la formula dello Spielgemeinschaft, con il Wacker Innsbruck, mantenendo la propria identità attraverso le formazioni giovanili. L'unione nota come SSW Innsbruck durò fino al 1986, con cinque titoli nazionali nelle stagioni 1971-1972, 1972-1973, 1974-1975 e 1976-1977, e i quarti di finale di Coppa dei Campioni nel 1977-1978. Con la fondazione dello Swarovski Tirol, che nell'estate del 1986 rilevò la licenza professionistica del Wacker, l'unione si dissolse e il Wattens ricominciò dal campionato regionale.
Già nella stagione 1988-1989 vinse il campionato di Regionalliga West, rimanendo sino al 1993-1994 in Erste Liga. Dopo la retrocessione, il club bianco-verde milita ininterrottamente in Regionalliga, vincendo ancora il campionato nel 1998-1999 e nel 2002-2003 (in SPG con il Wacker Tirol retrocesso per motivi finanziari dalla Bundesliga), ma senza ottenere la promozione in Erste Liga. Nella stagione 2010-2011 concluse al secondo posto, ottenendo il diritto di sfidare nello spareggio per la promozione il Blau-Weiß Linz, ma dopo una vittoria esterna per 1-0 i tirolesi persero con lo stesso punteggio la partita di ritorno, venendo poi sconfitti ai tiri di rigore.
Nella stagione 2015-2016 il club dominò il campionato classificandosi primo con 18 punti di vantaggio sulla seconda classificata ed ottenne la promozione in Erste Liga. Nella seconda divisione austriaca disputò tre stagioni, ottenendo la promozione in Bundesliga al termine della stagione 2018-2019, quando vinse il campionato con due punti di vantaggio sul Ried secondo.

### Cronistoria del nome
- SpV FC Wattens: (1930-1953) Nome originario.
- SV Wattens: (1953-1967) Ridenominazione.
- WSG Swarovski Wattens: (1967-1971) Ridenominazione.

→ SSW Innsbruck: (1971-1984) Fusione con il Wacker, il Wattens rimase in attività solo a livello giovanile.
- WSG Swarovski Wattens: (1984-2019) Ridenominazione dopo lo scioglimento dell'unione con il Wacker.
- WSG Swarovski Tirol: (2019-oggi) Ridenominazione dopo la promozione in Bundesliga.

## Stadio
Il club ha giocato fino al 2019 nel Gernot-Langes-Stadion (precedentemente noto come Alpenstadion), situato in città. Capace di 5.500 spettatori, nella stagione 2010-2011 la media di presenze allo stadio è stata di 289 spettatori e nel 2010 ha ospitato una partita amichevole tra Arabia Saudita e Nigeria.
Non rispettando i criteri minimi richiesti dalla Bundesliga, dopo la promozione del 2019 il club si è trasferito al Tivoli-Neu Stadion di Innsbruck, pianificando comunque la costruzione di un nuovo stadio entro l'estate del 2021.

## Palmarès

### Competizioni nazionali
- Erste Liga: 1

2018-2019
- Campionato di Regionalliga: 7

1967-1968, 1988-1989, 1994-1995, 1998-1999, 2002-2003, 2011-2012, 2015-2016

### Competizioni regionali
- Campionato del Tirolo: 3

1952-1953, 1975-1976, 1976-1977

### Altri piazzamenti
- Coppa d'Austria:

Semifinalista: 1968-1969, 1976-1977

## Organico

### Rosa 2024-2025
Aggiornata al 29 agosto 2024.
| N. |                        | Ruolo | Calciatore           |
| -- | ---------------------- | ----- | -------------------- |
| 1  | Austria (bandiera)     | P     | Paul Schermer        |
| 3  | Austria (bandiera)     | D     | David Gugganig       |
| 4  | Austria (bandiera)     | C     | Valentino Müller     |
| 5  | Germania (bandiera)    | D     | Jamie Lawrence       |
| 6  | Austria (bandiera)     | C     | Lukas Sulzbacher     |
| 7  | Stati Uniti (bandiera) | C     | Quincy Butler        |
| 8  | Mali (bandiera)        | A     | Mahamadou Diarra     |
| 10 | Danimarca (bandiera)   | C     | Bror Blume           |
| 11 | Austria (bandiera)     | A     | Tobias Anselm        |
| 13 | Austria (bandiera)     | P     | Alexander Eckmayr    |
| 14 | Austria (bandiera)     | C     | Alexander Ranacher   |
| 16 | Austria (bandiera)     | A     | Lukas Hinterseer     |
| 17 | Austria (bandiera)     | C     | Johannes Naschberger |
| 19 | Austria (bandiera)     | A     | Justin Forst         |

| N. |                         | Ruolo | Calciatore          |
| -- | ----------------------- | ----- | ------------------- |
| 20 | Austria (bandiera)      | C     | Cem Üstündag        |
| 21 | Austria (bandiera)      | A     | Yannick Vötter      |
| 22 | Austria (bandiera)      | D     | Osarenren Okungbowa |
| 23 | Austria (bandiera)      | C     | Stefan Skrbo        |
| 25 | Germania (bandiera)     | D     | Lennart Czyborra    |
| 27 | Austria (bandiera)      | D     | David Jaunegg       |
| 28 | Austria (bandiera)      | A     | Thomas Geris        |
| 30 | Austria (bandiera)      | C     | Matthäus Taferner   |
| 31 | Svizzera (bandiera)     | C     | Mathew Collins      |
| 32 | Croazia (bandiera)      | C     | Renato Babić        |
| 33 | Austria (bandiera)      | C     | Florian Rieder      |
| 40 | Rep. Ceca (bandiera)    | C     | Adam Stejskal       |
|    | Burkina Faso (bandiera) | C     | Mazou Bambara       |

### Staff tecnico
| Allenatore:              | Philipp Semlic     |
| Vice allenatore:         | Martin Švejnoha    |
| Allenatore dei portieri: | Mischa Todeschini  |
| Preparatore atletico:    | Michael Öhlknecht  |
| Video Analist:           | Sebastian Ungerank |
| Fisioterapista:          | Patrick Grassnig   |